# Primera División de Venezuela 2011-12
La temporada 2011-12 de la Primera División de Venezuela (conocida en sus dos torneos como Copa Movilnet por motivos de patrocinio) fue la 56.ª edición de la Primera División de Venezuela desde su creación en 1957. El torneo lo organizó la Federación Venezolana de Fútbol (FVF). El Deportivo Táchira es el campeón defensor, después de haber ganado su séptimo título en la temporada anterior.
Un total de 18 equipos participaron en la competición, incluyendo 16 equipos de la temporada anterior y 2 que ascendieron de la Segunda División Venezolana 2010-11. Los dos últimos equipos posicionados en la tabla acumulada descendieron a la Segunda División A de Venezuela.
El Torneo Apertura 2011 comenzó el jueves 11 de agosto y concluyó el domingo 18 de diciembre de 2011. El Torneo Clausura 2012 comenzó el sábado 14 de enero de 2012.

## Aspectos generales

### Modalidad
El ganador de cada uno de los torneos (Apertura y Clausura) obtentrá un cupo directo a la Copa Libertadores 2013. Además de estos dos cupos, el siguiente equipo posicionado en la tabla acumulada de toda la temporada, obtiene un cupo a la ronda previa de la Copa Libertadores 2013. Uno de los equipos que irán a la Copa Sudamericana 2012, será el equipo que logre consagrarse como campeón de la Copa Venezuela. Los otros tres cupos serán disputados en la Serie Sudamericana, el cual consta de un octagonal final entre los equipos que se ubiquen entre los ocho mejores de la tabla acumulada que no disputen una competición internacional. Dichos cupos serán otorgados a los dos finalistas del octogonal y al vencedor del partido por el tercer lugar.
La Copa Venezuela 2011 se jugará  en forma alterna con el torneo apertura.

### Clasificación a torneos continentales
La clasificación a las distintas Copas Internacionales será de la siguiente manera:
| Venezuela 1 | Campeón Torneo Apertura      |
| Venezuela 2 | Campeón Torneo Clausura      |
| Venezuela 3 | Mejor puesto Tabla Acumulada |

| Venezuela 1 | Campeón Copa Venezuela 2012                              |
| Venezuela 2 | Mejor puesto Tabla Acumulada                             |
| Venezuela 3 | Finalista de la Serie Pre-Sudamericana con mejor puntaje |
| Venezuela 4 | Finalista de la Serie Pre-Sudamericana                   |

## Datos de los clubes

### Ascensos y descensos
| Pos | Descendidos de Primera División |
| --- | ------------------------------- |
| 17º | Atlético Venezuela              |
| 18º | Caroní                          |

| Pos | Ascendidos de Segunda División |
| --- | ------------------------------ |
| 1º  | Llaneros de Guanare            |
| 2º  | Tucanes de Amazonas            |

### Equipos participantes
| Equipo | Equipo                            | Entrenador                                 | Entrenador         | Ciudad          | Estadio                           | Capacidad |
| ------ | --------------------------------- | ------------------------------------------ | ------------------ | --------------- | --------------------------------- | --------- |
|        | Deportivo Lara                    | Bandera de Venezuela                       | Eduardo Saragó     | Cabudare        | Estadio Metropolitano de Cabudare | 45.312    |
|        | Aragua Fútbol Club                | Bandera de Argentina                       | Raúl Cavalleri     | Maracay         | Olímpico Hermanos Ghersi          | 16.000    |
|        | Atlético El Vigía Fútbol Club     | Bandera de Venezuela                       | Rodin Duque        | El Vigía        | Ramón Hernández                   | 12.765    |
|        | Carabobo Fútbol Club              | Bandera de Venezuela                       | Alberto Valencia   | Valencia        | Polideportivo Misael Delgado      | 10.400    |
|        | Caracas Fútbol Club               | Bandera de Venezuela                       | Ceferino Bencomo   | Caracas         | Olímpico de la UCV                | 21.900    |
|        | Club Deportivo Mineros de Guayana | Bandera de Uruguay · Bandera de Venezuela  | Carlos Maldonado   | Ciudad Guayana  | CTE Cachamay                      | 41.300    |
|        | Deportivo Anzoátegui Sport Club   | Bandera de Venezuela                       | Daniel Farías      | Puerto La Cruz  | José Antonio Anzoátegui           | 40.000    |
|        | Deportivo Petare Fútbol Club      | Bandera de España · Bandera de Venezuela   | Manuel Plasencia   | Caracas         | Olímpico de la UCV                | 21.900    |
|        | Deportivo Táchira Fútbol Club     | Bandera de Venezuela                       | Manuel Contreras   | San Cristóbal   | Polideportivo de Pueblo Nuevo     | 38.755    |
|        | Estudiantes de Mérida Fútbol Club | Bandera de Venezuela                       | José de Jesús Vera | Mérida          | Metropolitano de Mérida           | 42.200    |
|        | Llaneros de Guanare Fútbol Club   | Bandera de Venezuela                       | Miguel Acosta Jr.  | Guanare         | Rafael Calles Pinto               | 13.000    |
|        | Monagas Sport Club                | Bandera de Colombia · Bandera de Venezuela | Eduardo Borrero    | Maturín         | Monumental de Maturín             | 52.000    |
|        | Real Esppor Club                  | Bandera de Chile                           | Charles López      | Caracas         | Brígido Iriarte                   | 12.500    |
|        | Trujillanos Fútbol Club           | Bandera de Venezuela                       | Pedro Vera         | Valera          | José Alberto Pérez                | 25.000    |
|        | Tucanes de Amazonas Fútbol Club   | Bandera de Venezuela                       | Edson Tortolero    | Puerto Ayacucho | Antonio José de Sucre             | 10.000    |
|        | Yaracuyanos Fútbol Club           | Bandera de Chile                           | Saul Maldonado     | San Felipe      | Florentino Oropeza                | 10.000    |
|        | Zamora Fútbol Club                | Bandera de Colombia                        | Julio Quintero     | Barinas         | Agustín Tovar                     | 28.500    |
|        | Zulia Fútbol Club                 | Bandera de Colombia · Bandera de Venezuela | Alex García        | Maracaibo       | José Encarnación Romero           | 46.000    |

### Cambio de entrenadores

#### Pretemporada
| Equipo                | Entrenador saliente | Forma de salida | Fecha de salida     | Reemplazado por    |
| --------------------- | ------------------- | --------------- | ------------------- | ------------------ |
| Zulia                 | Miguel Acosta Jr.   | Despido         | 18 de mayo de 2011  | Aléx García        |
| Deportivo Lara        | Oscar Gil           | Despido         | 20 de mayo de 2011  | Eduardo Saragó     |
| Deportivo Petare      | Eduardo Saragó      | Renuncia        | 20 de mayo de 2011  | Manuel Plasencia   |
| Deportivo Táchira     | Jorge Luis Pinto    | Fin de contrato | 30 de mayo de 2011  | José de Jesús Vera |
| Zamora                | José de Jesús Vera  | Fin de contrato | 3 de junio de 2011  | Oscar Gil          |
| Estudiantes de Mérida | Rafael Santana      | Fin de contrato | 18 de junio de 2011 | Amleto Bonacorso   |
| Tucanes de Amazonas   | Jhon Giraldo        | Fin de contrato | 6 de julio de 2011  | Alberto Valencia   |

#### Apertura
| Equipo                | Entrenador saliente | Forma de salida | Fecha de salida          | Reemplazado por    |
| --------------------- | ------------------- | --------------- | ------------------------ | ------------------ |
| Tucanes de Amazonas   | Alberto Valencia    | Renuncia        | 15 de agosto de 2011     | Jesús Iglesias     |
| Llaneros de Guanare   | Washington Antúnez  | Renuncia        | 19 de septiembre de 2011 | Miguel Acosta Jr.  |
| Carabobo              | Manuel Correa       | Despido         | 29 de septiembre de 2011 | Darío Martínez     |
| Deportivo Táchira     | José de Jesús Vera  | Despido         | 3 de octubre de 2011     | Manuel Contreras   |
| Estudiantes de Mérida | Anleto Bonacorso    | Despido         | 4 de octubre de 2011     | José de Jesús Vera |
| Tucanes de Amazonas   | Jesús Iglesias      | Despido         | 1 de noviembre de 2011   | Gilberto Angelucci |
| Real Esppor           | Noel Sanvicente     | Renuncia        | 2 de diciembre de 2011   | Charles López      |
| Monagas               | Alí Cañas           | Renuncia        | 7 de diciembre de 2011   | José Fasciana      |
| Deportivo Táchira     | Manuel Contreras    | Reemplazo       | 14 de diciembre de 2011  | Jaime de la Pava   |
| Monagas               | José Fasciana       | Reemplazo       | 25 de diciembre de 2011  | Eduardo Borrero    |

#### Clausura
| Equipo              | Entrenador saliente | Forma de salida | Fecha de salida     | Reemplazado por  |
| ------------------- | ------------------- | --------------- | ------------------- | ---------------- |
| Carabobo            | Darío Martínez      | Despido         | 2 de marzo de 2012  | Alberto Valencia |
| Tucanes de Amazonas | Gilberto Angelucci  | Despido         | 20 de marzo de 2012 | Edson Tortolero  |
| Zamora              | Óscar Gil           | Despido         | 11 de abril de 2012 | Julio Quintero   |
| Deportivo Táchira   | Jaime de la Pava    | Renuncia        | 23 de abril de 2012 | Manuel Contreras |

## Clasificación

### Tabla acumulada
|                                            |     | Equipos de fútbol       | PJ | G  | E  | P  | GF | GC | Dif | Pts | M             |
| ------------------------------------------ | --- | ----------------------- | -- | -- | -- | -- | -- | -- | --- | --- | ------------- |
|                                            | 1.  | Deportivo Lara (C)      | 34 | 25 | 8  | 1  | 71 | 24 | +47 | 83  | Sin cambios   |
|                                            | 2.  | Caracas                 | 34 | 19 | 7  | 8  | 50 | 33 | +17 | 64  | Sin cambios   |
|                                            | 3.  | Deportivo Anzoátegui    | 34 | 18 | 8  | 8  | 37 | 21 | +16 | 62  | Crecimiento   |
|                                            | 4.  | Mineros de Guayana      | 34 | 17 | 10 | 7  | 50 | 37 | +13 | 61  | Decrecimiento |
|                                            | 5.  | Zulia                   | 34 | 16 | 6  | 12 | 42 | 33 | +9  | 54  | Sin cambios   |
|                                            | 6.  | Deportivo Petare        | 34 | 13 | 12 | 9  | 44 | 37 | +7  | 51  | Sin cambios   |
|                                            | 7.  | Zamora                  | 34 | 12 | 12 | 10 | 46 | 42 | +4  | 48  | Crecimiento   |
|                                            | 8.  | Yaracuyanos             | 34 | 11 | 11 | 12 | 42 | 37 | +5  | 44  | Crecimiento   |
|                                            | 9.  | Aragua                  | 34 | 10 | 14 | 10 | 31 | 36 | -5  | 44  | Decrecimiento |
|                                            | 10. | Trujillanos             | 34 | 10 | 13 | 11 | 39 | 37 | +2  | 43  | Crecimiento   |
|                                            | 11. | Monagas                 | 34 | 11 | 8  | 15 | 34 | 38 | -4  | 41  | Sin cambios   |
|                                            | 12. | Deportivo Táchira       | 34 | 10 | 10 | 14 | 32 | 40 | -8  | 40  | Crecimiento   |
|                                            | 13. | Llaneros de Guanare     | 34 | 9  | 12 | 13 | 35 | 42 | -7  | 39  | Crecimiento   |
|                                            | 14. | Real Esppor             | 34 | 9  | 11 | 14 | 27 | 37 | -10 | 38  | Crecimiento   |
|                                            | 15. | Atlético El Vigía       | 34 | 8  | 9  | 17 | 28 | 49 | -21 | 33  | Decrecimiento |
|                                            | 16. | Estudiantes de Mérida   | 34 | 5  | 15 | 14 | 32 | 57 | -25 | 30  | Sin cambios   |
|                                            | 17. | Carabobo (D)            | 34 | 6  | 12 | 16 | 31 | 42 | -11 | 29  | Crecimiento   |
|                                            | 18. | Tucanes de Amazonas (D) | 34 | 5  | 6  | 23 | 36 | 66 | -20 | 21  | Sin cambios   |
| Datos actualizados al: 13 de mayo de 2012. |     |                         |    |    |    |    |    |    |     |     |               |

- Carabobo Fútbol Club pierde 1 punto por irregularidades ocurridas en las medidas de seguridad pertinentes en el partido entre los clubes Carabobo vs Aragua.

Pts = Puntos; PJ = Partidos Jugados; G = Partidos Ganados; E = Partidos Empatados; P = Partidos Perdidos; GF = Goles Anotados; GC = Goles Recibidos; Dif = Diferencia de goles; M = Movimiento respecto a la jornada anterior.
ACD Lara

Campeón

|  | Clasificado para la fase de grupos de la Copa Libertadores 2013 como Venezuela 1 |
|  | Clasificado para la fase de grupos de la Copa Libertadores 2013 como Venezuela 2 |
|  | Clasificado para primera fase de la Copa Libertadores 2013 como Venezuela 3      |
|  | Clasificado para la segunda fase de la Copa Sudamericana 2012 como Venezuela 1   |
|  | Clasificado para la segunda fase de la Copa Sudamericana 2012 como Venezuela 2   |
|  | Clasificado para la Serie Pre-Sudamericana                                       |
|  | Descendido a Segunda División A Venezolana 2012-13                               |

| (C) Campeón    |
| (D) Descendido |

## Serie Pre-Sudamericana
La Serie Pre-Sudamericana se jugará a mediados de mayo, donde ocho clubes jugarán por dos cupos a la Copa Sudamericana 2012.
|  | Cuartos de final  | Cuartos de final | Cuartos de final |       |                   | Semifinales     | Semifinales     | Semifinales     |  |  | Final                                    | Final                                    | Final                                    |
|  | 20 y 23 de mayo   | 20 y 23 de mayo  | 20 y 23 de mayo  |       |                   | 27 y 30 de mayo | 27 y 30 de mayo | 27 y 30 de mayo |  |  | Clasificados a la Copa Sudamericana 2012 | Clasificados a la Copa Sudamericana 2012 | Clasificados a la Copa Sudamericana 2012 |
|  |                   |                  |                  |       |                   |                 |                 |                 |  |  |                                          |                                          |                                          |
|  | Deportivo Táchira | 5                | 0                |       |                   |                 |                 |                 |  |  |                                          |                                          |                                          |
|  | Zulia             | 0                | 3                |       |                   |                 |                 |                 |  |  |                                          |                                          |                                          |
|  | Zulia             | 0                | 3                |       | Deportivo Táchira | 0               | 1               |                 |  |  |                                          |                                          |                                          |
|  |                   |                  |                  |       | Deportivo Táchira | 0               | 1               |                 |  |  |                                          |                                          |                                          |
|  |                   | Yaracuyanos      | 0                | 1     |                   |                 |                 |                 |  |  |                                          |                                          |                                          |
|  | Aragua            | Yaracuyanos      | 0                | 1     | 2                 | 1               |                 |                 |  |  |                                          |                                          |                                          |
|  | Aragua            |                  |                  |       | 2                 | 1               |                 |                 |  |  |                                          |                                          |                                          |
|  | Yaracuyanos       | 3                | 1                |       |                   |                 |                 |                 |  |  |                                          |                                          |                                          |
|  |                   |                  |                  |       |                   |                 |                 |                 |  |  | Deportivo Táchira                        |                                          |                                          |
|  |                   |                  | Monagas          |       |                   |                 |                 |                 |  |  |                                          |                                          |                                          |
|  | Deportivo Petare  | 1                | 0                |       |                   |                 |                 |                 |  |  |                                          |                                          |                                          |
|  | Monagas           | 1                | 1                |       |                   |                 |                 |                 |  |  |                                          |                                          |                                          |
|  | Monagas           | 1                | 1                |       | Monagas           | 2               | 0 (5)           |                 |  |  |                                          |                                          |                                          |
|  |                   |                  |                  |       | Monagas           | 2               | 0 (5)           |                 |  |  |                                          |                                          |                                          |
|  |                   | Zamora           | 0                | 2 (4) |                   |                 |                 |                 |  |  |                                          |                                          |                                          |
|  | Zamora            | Zamora           | 0                | 2 (4) | 1                 | 2               |                 |                 |  |  |                                          |                                          |                                          |
|  | Zamora            |                  |                  |       | 1                 | 2               |                 |                 |  |  |                                          |                                          |                                          |
|  | Trujillanos       | 2                | 0                |       |                   |                 |                 |                 |  |  |                                          |                                          |                                          |

### Primera fase
| 20 de mayo de 2012, 16:00 | Deportivo Táchira                                                                               | 5:0 (1:0) | Zulia | Polideportivo de Pueblo Nuevo, San Cristóbal                            |                                                                         |
|                           | Wilker Angel 36' · Angel Chourio 54' · Jose Parra 75' · Maurice Cova 90' · Sergio Herrera 90+3' | Reporte   |       | Asistencia: 6.721 espectadores Árbitro(s): Juan Soto (Distrito Capital) | Asistencia: 6.721 espectadores Árbitro(s): Juan Soto (Distrito Capital) |

| 23 de mayo de 2012, 15:30 | Zulia                                                          | 3:0 (1:0) | Deportivo Táchira | Estadio José Encarnación Romero, Maracaibo                        |                                                                   |
|                           | Gustavo Rojas 5' · Roberto Bolívar 64' (p) · Luis Cassiani 87' | Reporte   |                   | Asistencia: 2.000 espectadores Árbitro(s): Héctor Rojas (Monagas) | Asistencia: 2.000 espectadores Árbitro(s): Héctor Rojas (Monagas) |

| 20 de mayo de 2012, 15:30 | Aragua                    | 2:3 (1:1) | Yaracuyanos                              | Estadio Giuseppe Antonelli, Maracay                            |                                                                |
|                           | Alexander Rondón 24', 54' | Reporte   | Johan Moreno 35' · Ángel Osorio 68', 82' | Asistencia: 2.018 espectadores Árbitro(s): José Argote (Zulia) | Asistencia: 2.018 espectadores Árbitro(s): José Argote (Zulia) |

| 23 de mayo de 2012, 19:30 | Yaracuyanos        | 1:1 (0:0) | Aragua            | Estadio Florentino Oropeza, San Felipe                            |                                                                   |
|                           | Walter Aguilar 61' | Reporte   | Daniel Febles 56' | Asistencia: 5.281 espectadores Árbitro(s): José Marquina (Mérida) | Asistencia: 5.281 espectadores Árbitro(s): José Marquina (Mérida) |

| 20 de mayo de 2012, 16:00 | Monagas          | 1:1 (0:0) | Deportivo Petare    | Estadio Monumental de Maturín, Maturín                                |                                                                       |
|                           | Edder Farías 70' | Reporte   | Armín Márquez 90+3' | Asistencia: 3.024 espectadores Árbitro(s): Marlon Escalante (Táchira) | Asistencia: 3.024 espectadores Árbitro(s): Marlon Escalante (Táchira) |

| 23 de mayo de 2012, 19:00 | Deportivo Petare | 0:1 (0:0) | Monagas          | Estadio Olímpico de la UCV, Caracas                             |                                                                 |
|                           |                  | Reporte   | Edder Farías 64' | Asistencia: 610 espectadores Árbitro(s): Rafael López (Cojedes) | Asistencia: 610 espectadores Árbitro(s): Rafael López (Cojedes) |

| 20 de mayo de 2012, 16:00 | Trujillanos                            | 2:1 (2:1) | Zamora         | Estadio José Alberto Pérez, Valera                                       |                                                                          |
|                           | Jonathan España 14' · César Alzate 32' | Reporte   | Luis Yánez 20' | Asistencia: 4.024 espectadores Árbitro(s): Jesús Valenzuela (Portuguesa) | Asistencia: 4.024 espectadores Árbitro(s): Jesús Valenzuela (Portuguesa) |

| 23 de mayo de 2012, 19:30 | Zamora                                | 2:0 (1:0) | Trujillanos | Estadio Agustín Tovar, Barinas                                 |                                                                |
|                           | José Torres 39' · Pedro Ramírez 90+3' | Reporte   |             | Asistencia: 3.405 espectadores Árbitro(s): Edson Suárez (Lara) | Asistencia: 3.405 espectadores Árbitro(s): Edson Suárez (Lara) |

### Segunda fase
| 27 de mayo de 2012, 17:00 | Deportivo Táchira | 0:0 (0:0) | Yaracuyanos | Polideportivo de Pueblo Nuevo, San Cristóbal                        |                                                                     |
|                           |                   | Reporte   |             | Asistencia: 8.950 espectadores Árbitro(s): Adrián Cabello (Bolívar) | Asistencia: 8.950 espectadores Árbitro(s): Adrián Cabello (Bolívar) |

| 30 de mayo de 2012 | Yaracuyanos      | 1:1 (1:1) | Deportivo Táchira | Estadio Florentino Oropeza, San Felipe                             |                                                                    |
|                    | Ángel Osorio 16' | Reporte   | Wilker Ángel 40'  | Asistencia: 10.724 espectadores Árbitro(s): Rafael López (Cojedes) | Asistencia: 10.724 espectadores Árbitro(s): Rafael López (Cojedes) |

| 27 de mayo de 2012, 16:00 | Monagas                                | 2:0 (1:0) | Zamora | Estadio Monumental de Maturín, Maturín                            |                                                                   |
|                           | John Ulloque 3' · Fernando Cabezas 88' | Reporte   |        | Asistencia: 5.535 espectadores Árbitro(s): Yimmi García (Táchira) | Asistencia: 5.535 espectadores Árbitro(s): Yimmi García (Táchira) |

| 30 de mayo de 2012 | Zamora                                                                    | 2:0 (0:0) (4:5 p.)         | Monagas                                                                     | Estadio Agustín Tovar, Barinas                                       |                                                                      |
|                    | Luis Yánez 55' · Gabriel Torres 71'                                       | Reporte                    |                                                                             | Asistencia: 3.413 espectadores Árbitro(s): Luis Márquez (Portuguesa) | Asistencia: 3.413 espectadores Árbitro(s): Luis Márquez (Portuguesa) |
|                    |                                                                           | Tiros desde el punto penal |                                                                             |                                                                      |                                                                      |
|                    | Luis Yánez · Gabriel Torres · Pedro Ramírez · José Torres · Óscar Noriega |                            | Jarol Herrera · Edder Farías · Óscar Briceño · Néstor Sánchez · Pedro Boada |                                                                      |                                                                      |

Clasifican Monagas SC como Venezuela 3 y Deportivo Táchira como Venezuela 4